# Paul Haller

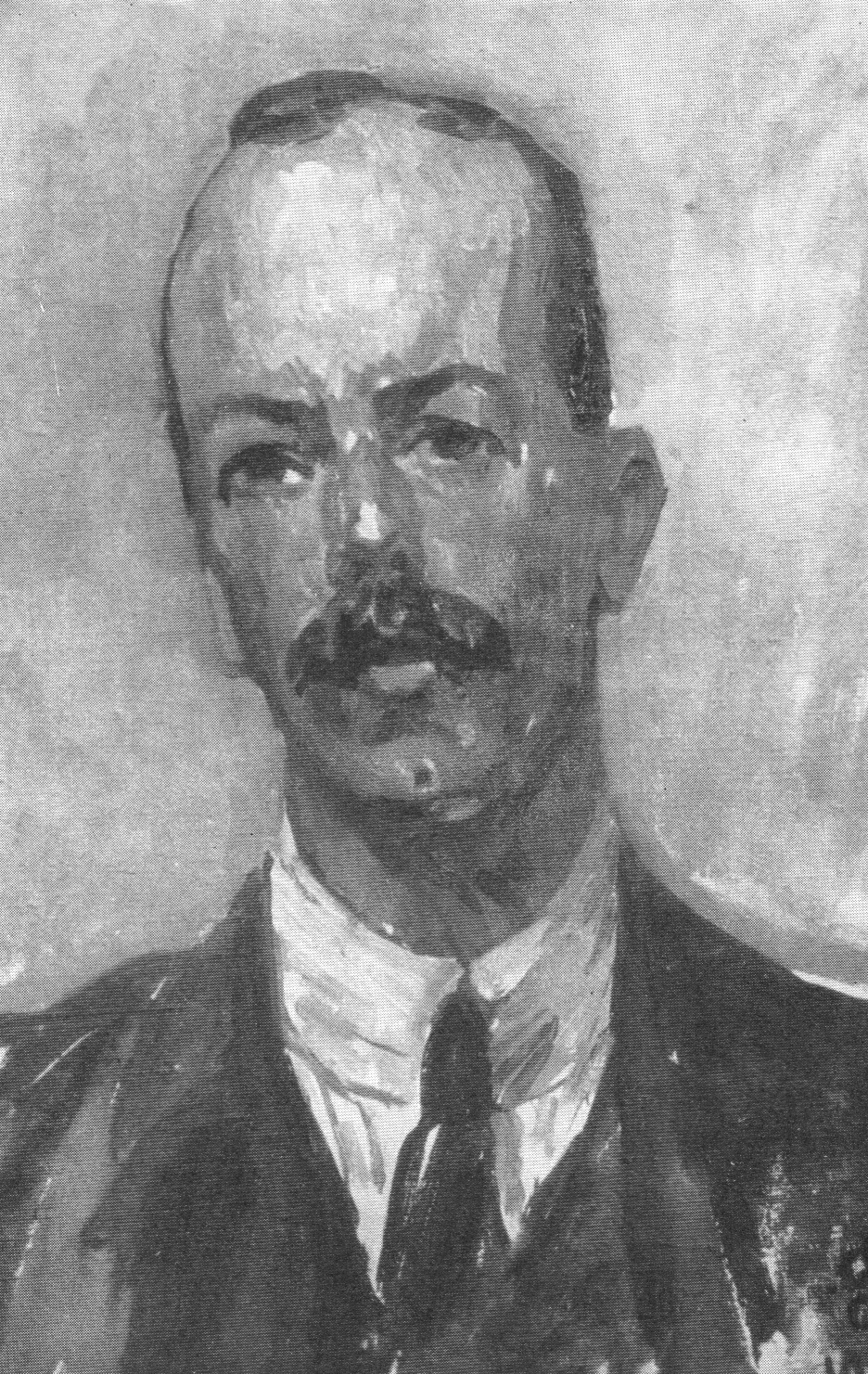
Paul Haller (1882–1920), nach einem Ölgemälde von Giovanni Giacometti, 1918

Paul Haller (* 13. Juli 1882 in Rein bei Brugg (heute zu Rüfenach); † 10. März 1920 in Zürich) war ein Schweizer Schriftsteller.

## Leben
Paul Haller wuchs als Sohn des Pfarrers Paul Haller (1840–1911) und der Angelika Marie Haller, geborener Schwab, aus Basel (1840–1918), mit vier Geschwistern im Pfarrhaus von Rein bei Brugg auf. Er studierte Theologie in Basel, Marburg und Berlin. In Deutschland setzte er sich intensiv mit der sozial-religiösen Strömung der neuen Theologie auseinander. 1906 wurde er als Pfarrer auf Kirchberg bei Küttigen ordiniert. 1910 gab er die Pfarrstelle auf, um an der Universität Zürich ein Germanistikstudium zu beginnen, das er 1913 mit einer Dissertation über Johann Heinrich Pestalozzi bei Adolf Frey abschloss. Nach dem Studium war Haller als Lehrer am Evangelischen Gymnasium in Schiers und ab 1916 am Lehrerseminar in Wettingen tätig. 1918 begann er eine Psychotherapie bei Carl Gustav Jung. 1920 nahm er sich in Zürich das Leben.
Sein Nachlass befindet sich dank der Vermittlung seines Bruders und Biografen Erwin Haller im Staatsarchiv Aargau in Aarau.

## Schaffen

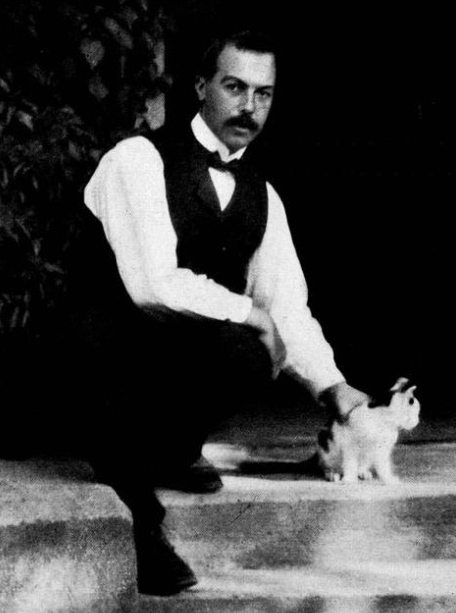
Paul Haller, 1910

Literarisch bedeutsam sind Hallers Mundartepos ’s Juramareili und sein Mundart-Drama Marie und Robert. In beiden Werken gelang Haller eine eigenständige schweizerische Adaption des Naturalismus, den er während seines Studiums in Berlin kennengelernt hatte. Im sozialkritischen Versepos Juramareili schilderte er das Schicksal eines Mädchens, dessen Leben durch den väterlichen Alkoholmissbrauch ruiniert wurde. Das im Arbeitermilieu angesiedelte Marie und Robert war das erste ernste Mundartdrama und thematisierte den Konflikt zwischen Liebesleidenschaft und Gewissen.
Mit seinen Mundartdichtungen hat er Aargauer Autoren wie Hansjörg Schneider und Hermann Burger beeinflusst. Doch auch seine hochdeutschen Dichtungen gehören zum Eindringlichsten, was die Jahre zwischen 1910 und 1920 in der Schweiz hervorgebracht haben.

## Werke

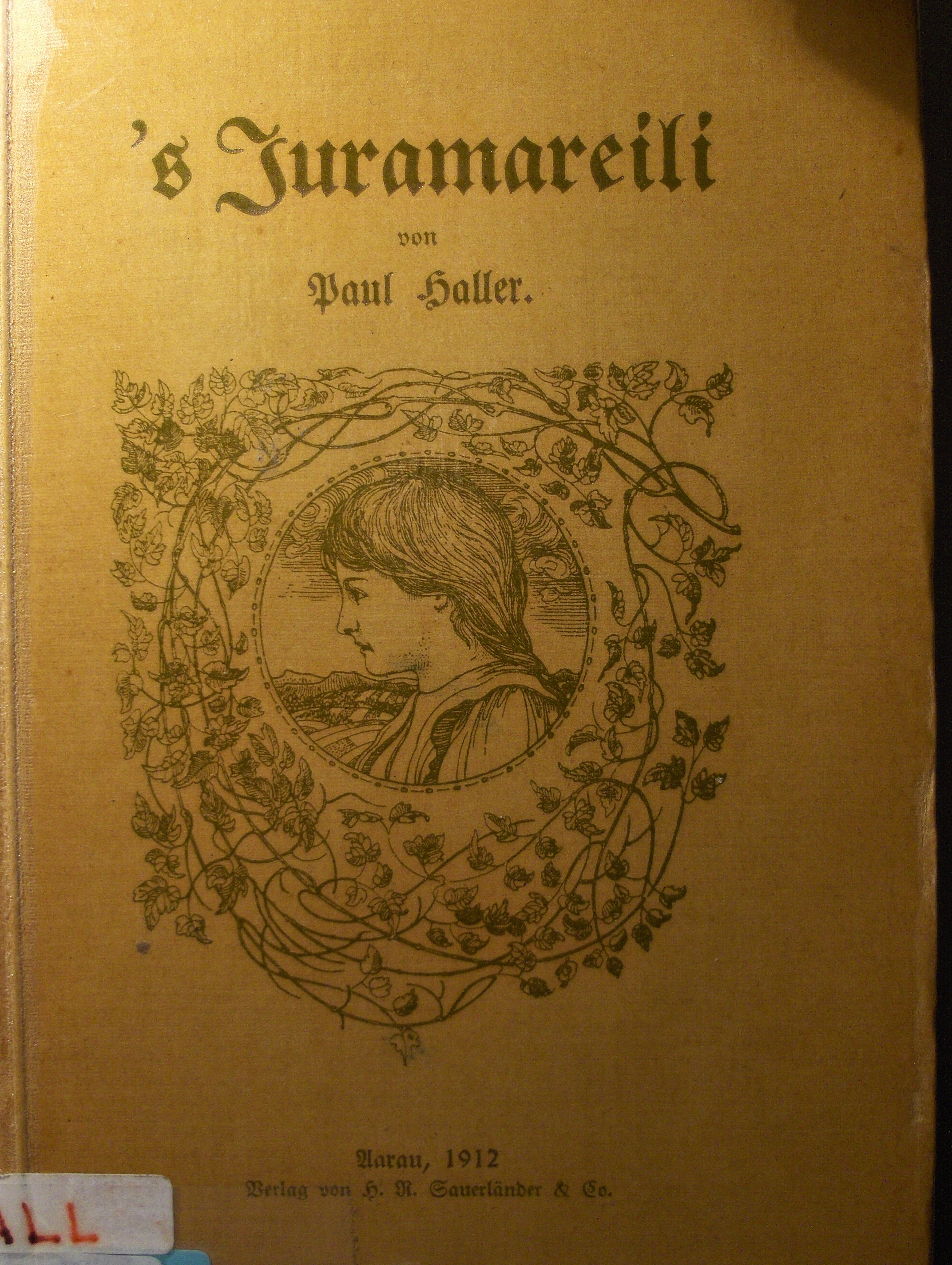
Hallers Mundartepos ’s Juramareili

- ’s Juramareili. Gedicht in Aargauer Mundart. Sauerländer, Aarau 1912 (Nachdruck 1976).
- Pestalozzis Dichtung. Diss. Zürich 1914.
- Marie und Robert. Schauspiel in drei Akten (UA: 9. April 1917 in Aarau). Francke, Bern 1916.
- Gedichte. Gesammelt und herausgegeben von Dr. Erwin Haller. Sauerländer, Aarau 1922.
- Gesammelte Werke. Mit Unterstützung des aargauischen Regierungsrates hrsg. von Erwin Haller. Sauerländer, Aarau 1956; zweite Auflage ebd. 1964.
- So dunkelschwarzi Auge. Neuausgabe der Werke (mit CD). BV, Baden 2007, ISBN 978-3-85545-146-3.